# Empire Awards 2006
L'11ª edizione degli Empire Awards, organizzata dalla rivista cinematografica inglese Empire,  si è svolta 13 marzo 2006 nella Hilton Metropole di Londra. È stata presentata dall'attore e compositore britannico Bill Bailey.

## Vincitori e candidati
I vincitori sono indicati in grassetto.
 Miglior film 
- King Kong, regia di Peter Jackson
- Crash - Contatto fisico (Crash), regia di Paul Haggis
- Sin City, regia di Robert Rodriguez, Frank Miller e Quentin Tarantino
- Star Wars: Episodio III - La vendetta dei Sith (Star Wars: Episode III - Revenge of the Sith), regia di George Lucas
- La guerra dei mondi (War of the Worlds), regia di Steven Spielberg

 Miglior attore 
- Johnny Depp - La fabbrica di cioccolato (Charlie and the Chocolate Factory)
- Christian Bale - Batman Begins (Batman Begins)
- Matt Dillon - Crash - Contatto fisico (Crash)
- Viggo Mortensen - A History of Violence
- Andy Serkis - King Kong

 Miglior attrice 
- Thandie Newton - Crash - Contatto fisico (Crash)
- Renée Zellweger - Cinderella Man - Una ragione per lottare (Cinderella Man)
- Naomi Watts - King Kong
- Hilary Swank - Million Dollar Baby
- Keira Knightley - Orgoglio e pregiudizio (Pride & Prejudice)

 Miglior regista 
- Nick Park e Steve Box – Wallace & Gromit: La maledizione del coniglio mannaro (Wallace & Gromit: The Curse of the Were-Rabbit)
- Christopher Nolan – Batman Begins
- Ron Howard – Cinderella Man - Una ragione per lottare (Cinderella Man)
- Peter Jackson – King Kong
- Joe Wright – Orgoglio e pregiudizio (Pride & Prejudice)
- Steven Spielberg – La guerra dei mondi (War of the Worlds)

 Miglior thriller 
- Kiss Kiss Bang Bang, regia di Shane Black
- Batman Begins, regia di Christopher Nolan
- The Constant Gardener - La cospirazione (The Constant Gardener) , regia di Fernando Meirelles
- Sin City, regia di Robert Rodriguez, Frank Miller e Quentin Tarantino

 Miglior scena 
- La nascita di Fener - Star Wars: Episodio III - La vendetta dei Sith (Star Wars: Episode III - Revenge of the Sith)
- Il salvataggio della macchina - Crash - Contatto fisico (Crash)
- L'attacco dei mostri striscianti - The Descent - Discesa nelle tenebre (The Descent)
- La lotta tra cani - Wallace & Gromit: La maledizione del coniglio mannaro (Wallace & Gromit: The Curse of the Were-Rabbit)
- L'arrivo degli alieni - La guerra dei mondi (War of the Worlds)

Miglior horror
- The Descent - Discesa nelle tenebre (The Descent), regia di Neil Marshall
- La terra dei morti viventi (Land of the Dead), regia di George A. Romero
- The Skeleton Key, regia di Iain Softley
- Wolf Creek, regia di Greg McLean

 Miglior film britannico 
- Orgoglio e pregiudizio (Pride & Prejudice), regia di Joe Wright
- The Descent - Discesa nelle tenebre (The Descent), regia di Neil Marshall
- Harry Potter e il calice di fuoco (Harry Potter and the Goblet of Fire), regia di Mike Newell
- Guida galattica per autostoppisti (The Hitch-Hiker's Guide to the Galaxy), regia di Garth Jennings
- Stoned, regia di Stephen Woolley
- Wallace & Gromit: La maledizione del coniglio mannaro (Wallace & Gromit: The Curse of the Were-Rabbit), regia di Nick Park e Steve Box

 Miglior debutto 
- Kelly Reilly - Lady Henderson presenta (Lady Henderson Presents) e Orgoglio e pregiudizio (Pride & Prejudice)
- Georgie Henley - Le cronache di Narnia - Il leone, la strega e l'armadio (The Chronicles of Narnia: the Lion, the Witch & the Wardrobe)
- James McAvoy - Le cronache di Narnia - Il leone, la strega e l'armadio (The Chronicles of Narnia: the Lion, the Witch & the Wardrobe)
- Nathan Fillion - Serenity
- Leo Gregory - Stoned

 Miglior sci-fi/fantasy 
- Star Wars: Episodio III - La vendetta dei Sith (Star Wars: Episode III - Revenge of the Sith), regia di George Lucas
- Le cronache di Narnia - Il leone, la strega e l'armadio (The Chronicles of Narnia: the Lion, the Witch & the Wardrobe), regia di Andrew Adamson
- Harry Potter e il calice di fuoco (Harry Potter and the Goblet of Fire), regia di Mike Newell
- King Kong, regia di Peter Jackson
- Serenity, regia di Joss Whedon

 Miglior commedia 
- Team America (Team America: World Police), regia di Trey Parker
- Guida galattica per autostoppisti (The Hitch-Hiker's Guide to the Galaxy), regia di Garth Jennings
- The League of Gentlemen's Apocalypse, regia di Steve Bendelack
- Wallace & Gromit: La maledizione del coniglio mannaro (Wallace & Gromit: The Curse of the Were-Rabbit), regia di Nick Park e Steve Box
- 2 single a nozze - Wedding Crashers (Wedding Crashers), regia di David Dobkin

## Premi Onorari
- Outstanding Contribution To British Cinema: Harry Potter

- Inspiration Award: Stephen Frears

- Icon Award: Brian Cox

- Lifetime Achievement Award: Tony Curtis